# La Concha, Oaxaca
La Concha är en ort i Mexiko.   Den ligger i kommunen San Felipe Jalapa de Díaz och delstaten Oaxaca, i den sydöstra delen av landet, 300 km sydost om huvudstaden Mexico City. La Concha ligger 123 meter över havet och antalet invånare är 328.
Terrängen runt La Concha är platt åt nordost, men åt sydväst är den kuperad. Runt La Concha är det ganska glesbefolkat, med 39 invånare per kvadratkilometer. Närmaste större samhälle är Isla Soyaltepec, 16,2 km norr om La Concha. Omgivningarna runt La Concha är en mosaik av jordbruksmark och naturlig växtlighet.